# テニア科
テニア科（テニアか、Taeniidae）は条虫の1科。

## 分類
テニア属とエキノコックス属の2属から成る。テニア属はかつて幼虫や成虫頭節の形態に着目して数属に分類していたが、現在は1属にまとめられている。
- テニア属 Taenia L., 1758
有鉤条虫(T. solium)、無鉤条虫(T. saginata)など約40種
- エキノコックス属 Echinococcus Rudolphi, 1801
単包条虫(E. granulosus)、多包条虫(E. multilocularis)など約10種

なお分子系統解析によると、T. mustelaeはテニア属よりもエキノコックス属に近くなる傾向があり、また猫条虫とその近縁種もその中間で独立した単系統群となる傾向がある。そこでこれらを以下のように別属として独立させることが提唱されている。
- Hydatigera Lamarck, 1816
猫条虫(H. taeniaeformis)、H. kamiyai[3]、H. krepkogorski、H. parvaの4種
- Versteria Nakao et al., 2013
V. mustelae、V. brachyacanthaの2種